# Людовико Якобилли

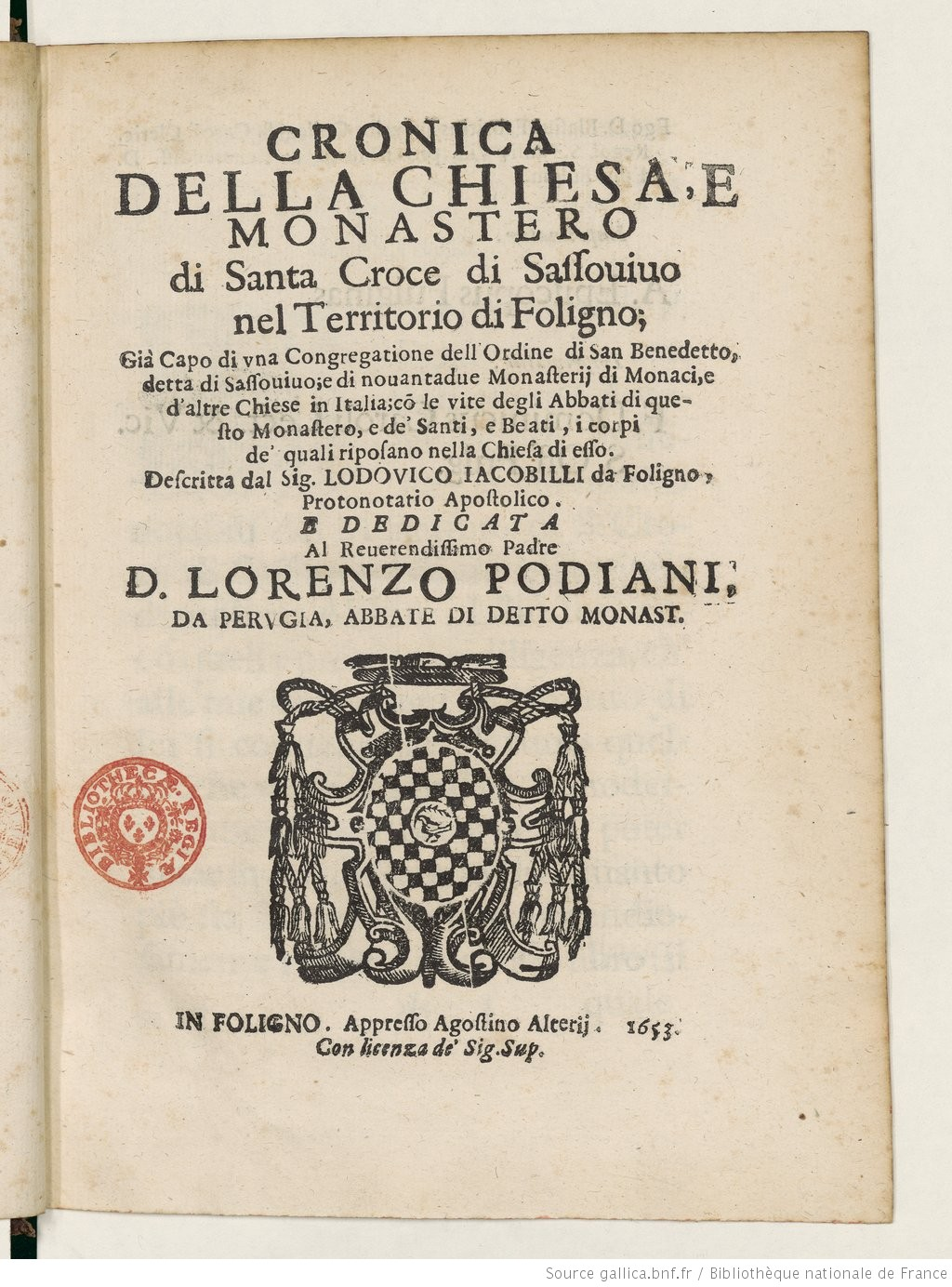
Первый лист книги «Cronica della chiesa e monastero Jacobilli Ludovico…». 1653

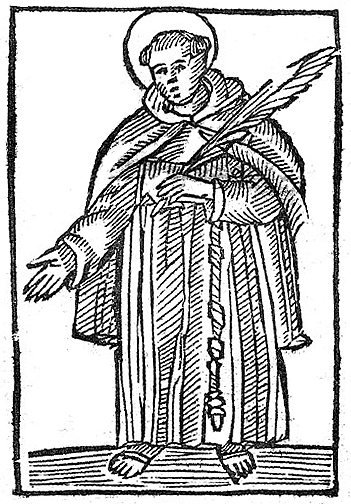

Людовико Якобилли (итал. Ludovico Jacobilli , лат. Ludovicus Jacobillus; 13 июня 1598, Рим — 13 марта 1664, Фолиньо, Умбрия) — итальянский агиограф, историк, священник.

## Биография
Образование получил в Фолиньо, затем в Римском иезуитском колледже, окончил факультет гражданского и канонического права в университете Перуджи.
Поселился в Фолиньо и в 1622 году был рукоположён в священники.
Посвятил себя духовному служению, занимал различные должности в церквях.
В 1652 году по приказу епископа Монтани Кобеллуччи был направлен в Ночера-Умбра для пастырского служения в этой епархии.
С юных лет увлечённый научными исследованием, Людовико собрал большое количество исторических документов, посещал архивы и библиотеки, покупал книги для своей богатой частной библиотеки. В результате этой деятельности появилось множество печатных изданий, особенно агиографического характера.
Автор сочинений, в основном, касающихся жизни святых и городов Умбрии.

## Избранные труды
- Vite de' santi e beati dell’Umbria e di quelli, i corpi de' quali riposano in essa provincia
- Ristampa anastatica
- Description matérielle : 3 vol.
- Discorso della città di Foligno
- Vita di San Feliciano martire, vescovo e protettore della città di Foligno, insieme con le vite de' vescovi successori a esso santo
- Bibliotheca Umbriae
- Vita della beata Angelina di Marsciano, contessa di Civitella… descritta dal fù sig. Lodovico Jacobilli, da Foligno. * Nuovamente ristampata… (1740)
- Vite del santiss. sommo pontefice Pio V, del B. Bonaparte, della B. Filippa e delli servi di Dio P. Paolo, uno de' quattro institutori de' Teatini, e del P. D. Francesco, riformatore… della congregatione di S. Salvatore di Bologna… descritte dal sig. Lodovico Jacobilli,… con un' elogio genealogico sopra 112 huomini illustri de Ghisilieri, del Dr Panfilio Cesio da Cassia… (1661)
- Vite di tre beati della famiglia de' Montemarti,… cioè del beato Guido, monaco camaldolese, descritta dal sig. Francesco Lolli,… del beato Reginaldo, dell' ordine de' Predicatori, descritta in brieve elogio dal sig. Francesco Gianetti,… e della beata Angelina, institutrice delle monache claustrali del terz' ordine di S. Francesco, descritta dal sig. Lodovico Jacobilli,… dedicate all' eminentiss. … cardinal Farnese… dal R. P. D. Tadeo Terzi,… (1659)
- Bibliotheca Umbriae, sive de Scriptoribus provinciae Umbriae… auctore Ludovico Jacobillo,… (1658)
- Di Nocera nell' Umbria e sua diocesi, e cronologia de' Vescovi di essa Città, da Lodovico Jacobilli (1653)
- Chronica della chiesa e Monastero di S. Maria in Campis discritta da Sig. Lodov. Jacobilli (1653)
- Cronica della chiesa e monastero di santa Croce di Sassovivo, nel territorio di Foligno… descritta dal sig. Lodovico Jacobilli,… (1653)
- Discorso della città di Foligno, cronologia de' vescovi, governatori e podestà ch' hanno retta essa città, catalogo de' suoi conventi… Compilato dal sig. Lodovico Jacobilli,… (1646)
- Vite de' santi e beati di Gualdo e della regione di Taino nell' Umbria, descritte dal sig. Lodovico Jacobilli,… (1638)
- Vite de' santi e beati di Foligno, et di quelli i corpi de' quali si riposano in essa città e sua diocesi, descritte dal sig. Lodovico Jacobilli,… (1628)
- Vita del beato Paolo, detto Paoluccio de' Trinci da Fuligno, institutore della riformata dell’osservanza di S. francesco, nominata de’Zoccolanti (1627)

В 1662 году Л. Якобилли подарил более 5000 книг из своей личной библиотеки Римско-католической епархии Фолиньо, для расширения семинарской библиотеки. После его смерти к этому дару было добавлено ещё более 3500 книг. Сегодня библиотека с тех пор носит его имя.